# サラルィエヴォ駅
サラルィエヴォ駅（サラルィエヴォえき、ロシア語: Саларьево）はモスクワ地下鉄・ソコーリニチェスカヤ線の駅である。

## 歴史
2016年2月15日に開業した。